# Jonas Billstein
Jonas Billstein (* 8. Juli 1991) ist ein deutscher Mixed Martial Arts (MMA)-Sportler und amtierender Europameister im Halbschwergewicht des Verbandes German MMA Championship (GMC).

## Biografie
Billstein bestritt seinen ersten MMA-Profikampf im Alter von 18 Jahren. Anfangs kämpfte er noch gegen unbekannte Gegner, die teilweise auch ihren ersten bzw. einzigen MMA-Kampf bestritten haben. Aufgrund seiner Siegesserie wurde Billstein Teilnehmer bei der ersten Veranstaltung der German Mixed Martial Arts Championship (GMC), neben Respect.FC (Respect Fighting Championship) und der FFA der größte Verband in Deutschland.
Im Jahr 2010 gewann er gegen den ehemaligen Bundesligaringer und bis dahin unbesiegten MMA-Kämpfer Mathias Schuck den GMC-Europameistertitel im Halbschwergewicht.

## MMA-Statistik
| Ergebnis   | Profi-Rekord | Gegner                            | Datum              | Veranstaltung                                  | Methode                                                             | Runde | Zeit |
| ---------- | ------------ | --------------------------------- | ------------------ | ---------------------------------------------- | ------------------------------------------------------------------- | ----- | ---- |
| Sieg       | 1-0          | Niels Wienboecker                 | 7. November 2009   | RFC – Respect Fighting Championship 2          | TKO (Schläge)                                                       | 1     | 1:04 |
| Sieg       | 2-0          | Julian Ambosse                    | 14. November 2009  | OC 15 – Outsider Cup 15                        | Aufgabe (Rear-Naked Choke)                                          | 1     | 2:34 |
| Sieg       | 3-0          | Vincent Urbanczak                 | 30. Januar 2010    | OC 16 – Outsider Cup 16                        | TKO (Schläge)                                                       | 1     | 0:29 |
| Sieg       | 4-0          | Franky Fanomez                    | 30. Januar 2010    | OC 16 – Outsider Cup 16                        | TKO (Schläge)                                                       | 1     | 2:58 |
| Sieg       | 5-0          | Andre „Schubert“ Walberer         | 26. Februar 2010   | OC – Cage Fight Night 6                        | TKO (Schläge)                                                       | 1     | 2:38 |
| Sieg       | 6-0          | Jochum Rijmen                     | 17. April 2010     | OC – Cage Fight Night 7                        | TKO (Knie)                                                          | 1     | 2:40 |
| Sieg       | 7-0          | Benjamin „Blanco“ Russ            | 29. Mai 2010       | GMC 1 – The Beginning                          | TKO (Schläge)                                                       | 2     | 3:19 |
| Sieg       | 8-0          | Mathias Schuck                    | 9. Oktober 2010    | GMC 2 – Continued                              | TKO (Aufgabe des Teams)                                             | 5     | 1:07 |
| Sieg       | 9-0          | Hans Stringer                     | 27. November 2010  | TFS – Tempel Mix Fight Gala XI                 | Punktentscheidung (einstimmig)                                      | 2     | 5:00 |
| Niederlage | 9-1          | Attila „Pumukli“ Vegh             | 23. Juni 2011      | HG – Heroes Gate 4                             | Aufgabe (Rear-Naked Choke)                                          | 3     |      |
| Niederlage | 9-2          | Herbert „Whisper“ Goodman         | 23. Juni 2011      | Bellator Fighting Championships 58             | Disqualifikation (Soccerkick gegen einen am Boden liegenden Gegner) | 2     | 3:21 |
| Sieg       | 10-2         | Mike „Crazy Boy“ Seal             | 25. Mai 2012       | Bellator Fighting Championships 70             | Technische Aufgabe (Rear-Naked Choke)                               | 1     | 2:55 |
| Niederlage | 10-3         | Perry „Filthy“ Filkins            | 16. Dezember 2012  | Bellator Fighting Championships 81             | Punktentscheidung (einstimmig)                                      | 3     | 5:00 |
| Sieg       | 11-3         | Martin „King Kong“ Zawada         | 6. Juli 2013       | GMC 4 – Next Level                             | TKO (Schläge)                                                       | 3     | 4:31 |
| Sieg       | 12-3         | „The Crazy Cowboy“ Cortez Coleman | 8. November 2013   | Bellator MMA – 107                             | Punktentscheidung (einstimmig)                                      | 3     | 5:00 |
| Sieg       | 13-3         | Nikolai Alexiev                   | 26. April 2014     | Tempel Fight School – Tempel Mix Fight Gala 15 | TKO (Schläge)                                                       | 1     | 3:12 |
| Niederlage | 13-4         | Antoni „Antonio“ Chmielewski      | 27. Dezember 2014  | PLMMA 45 – The Grand Finale                    | Aufgabe (Armbar)                                                    | 1     | 2:23 |
| Sieg       | 14-4         | Ali Arish                         | 21. März 2015      | Fightstar Promotions – Rage in the Cage 3      | TKO (Aufgabe durch das Team)                                        | 1     | 5:00 |
| Sieg       | 15-4         | Tassilo „Thai Tank“ Lahr          | 18. Juli 2015      | RFC – Respect Fighting Championship 13         | Punktentscheidung (einstimmig)                                      | 3     | 5:00 |
| Niederlage | 15-5         | Joachim Christensen               | 7. November 2015   | GMC 7                                          | KO                                                                  | 1     | 0:58 |
| Sieg       | 16-5         | Charles „Gracie“ Andrade          | 14. August 2014    | Innferno 2 – Innferno Fighting Championship 2  | Punktentscheidung (einstimmig)                                      | 3     | 5:00 |
| Sieg       | 17-5         | Sergey „Butcher“ Marynov          | 24. September 2016 | ADW – Road to Abu Dhabi 4                      | Punktentscheidung (einstimmig)                                      | 3     | 5:00 |
| Sieg       | 18-5         | Grachik Bozinyan                  | 17. Juni 2017      | ACB 62 – Stepanyan vs. Cruz                    | Aufgabe (Smother Choke)                                             | 2     | 4:11 |
| Sieg       | 19-5         | Aleksei Butorin                   | 30. September 2017 | ACB 71 – Moscow                                | Aufgabe (Rear-Naked Choke)                                          | 2     | 2:31 |
| No Contest | 19-5-1       | Mattia „Aittam“ Schiavolin        | 19. Mai 2018       | ACB 71 – Moscow                                | Punktentscheidung (Mehrheitsentscheidung – Unentschieden)           | 3     | 5:00 |